# یواس‌اس نیکولاس (اف‌اف‌جی-۴۷)
یواس‌اس نیکولاس (اف‌اف‌جی-۴۷) (به انگلیسی: USS Nicholas (FFG-47)) یک کشتی است که طول آن ۴۵۳ فوت (۱۳۸ متر), در کل می‌باشد. این کشتی در سال ۱۹۸۳ ساخته شد.